# Buakaw Banchamek
Sombat Banchamek (en tailandès: สมบัติ บัญชาเมฆ, Samrong Thap, Surin; 8 de maig de 1982), també conegut pel seu sobrenom Buakaw Banchamek (en tailandès: บัวขาว บัญชาเมฆ, Buakaw significa «lotus blanc») és un lluitador i kickboxer de Muay Thai professional tailandès. Conegut pel seu estil de lluita ferotge, és àmpliament considerat com un dels millors lluitadors de Muay Thai de tots els temps.